# Agrilus quadriimpressus
Agrilus quadriimpressus es una especie de insecto del género Agrilus, familia Buprestidae, orden Coleoptera.
Fue descrita científicamente por Ziegler, 1845.